# Morgan Öberg
Karl Morgan Krister Öberg, född 1 juli 1978, är en svensk kommunikatör. Mellan 2001–2003 var han ordförande för Ungdomens Nykterhetsförbund. Han var därefter verksam som kommunikatör inom IOGT-NTO och var 2008-2010 informationschef på Sveriges Reklamförbund.